# Sørvágur
Sørvágur es una localidad y un municipio de las Islas Feroe (Dinamarca). El municipio incluye la mitad occidental de la isla de Vágar, así como la isla Mykines, y un total de cuatro localidades, que suman en su conjunto 1126 habitantes. La capital municipal, el pueblo de Sørvágur, concentra a la mayor población, con 1015 habitantes en 2011.

## Etimología

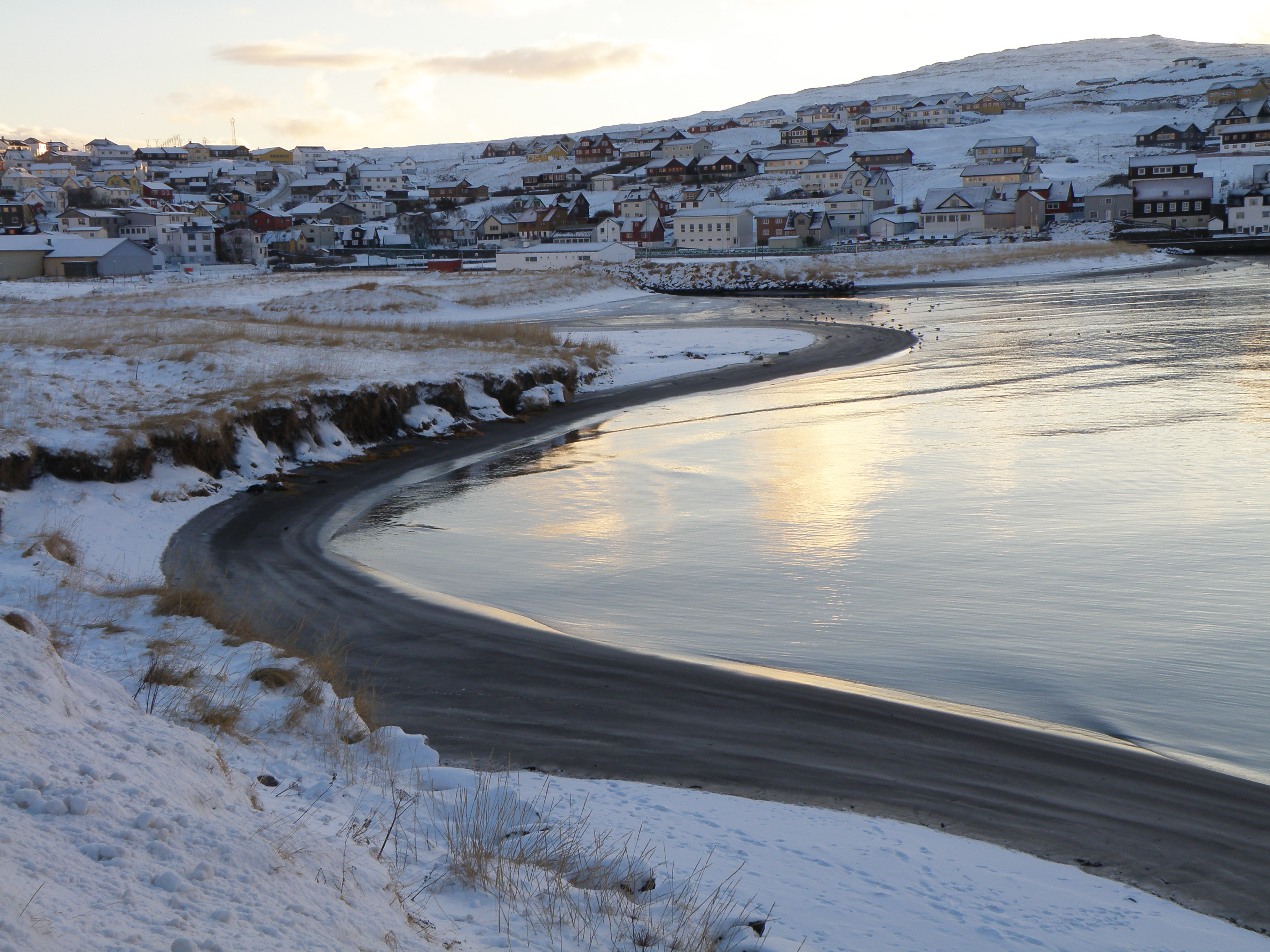
Sørvágur en invierno.

Sørvágur se compone de dos raíces: sør, de origen incierto, y vágur, "bahía" en feroés. En danés, el nombre se traduce como Sørvåg, que significa literalmente "bahía del sur". Sin embargo, esta traducción no es aceptada como correcta en lo general, ya que suður es la palabra feroesa para "sur". Hay una leyenda que dice que el primer habitante del lugar era un hombre llamado Sørli, y de él deriva el nombre actual del pueblo. Otra explicación es que la palabra sør provenga del nórdico antiguo seyr, que significa "arena", por lo que Sørvágur tendría la misma etimología que Sandavágur. Al poseer Sørvágur una playa relativamente grande, algunos creen que la última teoría es la correcta, si bien no hay ninguna fuente histórica que avale que el pueblo se llamó primero Seyrvágur. En la primera mitad del siglo XX, pretendiendo regresar a los orígenes, los lugareños empezaron a nombrar al pueblo como Seyrvágur, pero tal costumbre terminó por extinguirse.

## Historia
Investigaciones arqueológicas han resultado en hallazgos de viviendas que datan del año 1000, con lo que Sørvágur es uno de los pueblos más antiguos de las Feroe. Con todo, el pueblo no es mencionado en el primer documento de las islas, la Saga de los Feroeses, del siglo XIII, sino hasta el siglo XIV, en la Hundabrævið.
La actual iglesia data de 1886.
En 1915 se fundó el municipio de Sørvágur, que en ese entonces sólo incluía el pueblo homónimo. En 2005 su territorio se agrandó con la fusión de los municipios vecinos de Bøur (que incluía Bøur y Gásadalur) y Mykines (que consistía de la isla homónima y el único poblado de ésta), convirtiéndose en uno de los mayores municipios del archipiélago.
Durante la Segunda Guerra Mundial, ingenieros del ejército británico se establecieron en Sørvágur, modernizaron el puerto y crearon una base aérea que sería el antecedente del actual aeropuerto.
La primera fábrica de procesamiento de pescado de las Feroe fue construida en Sørvágur en 1952.

## Geografía

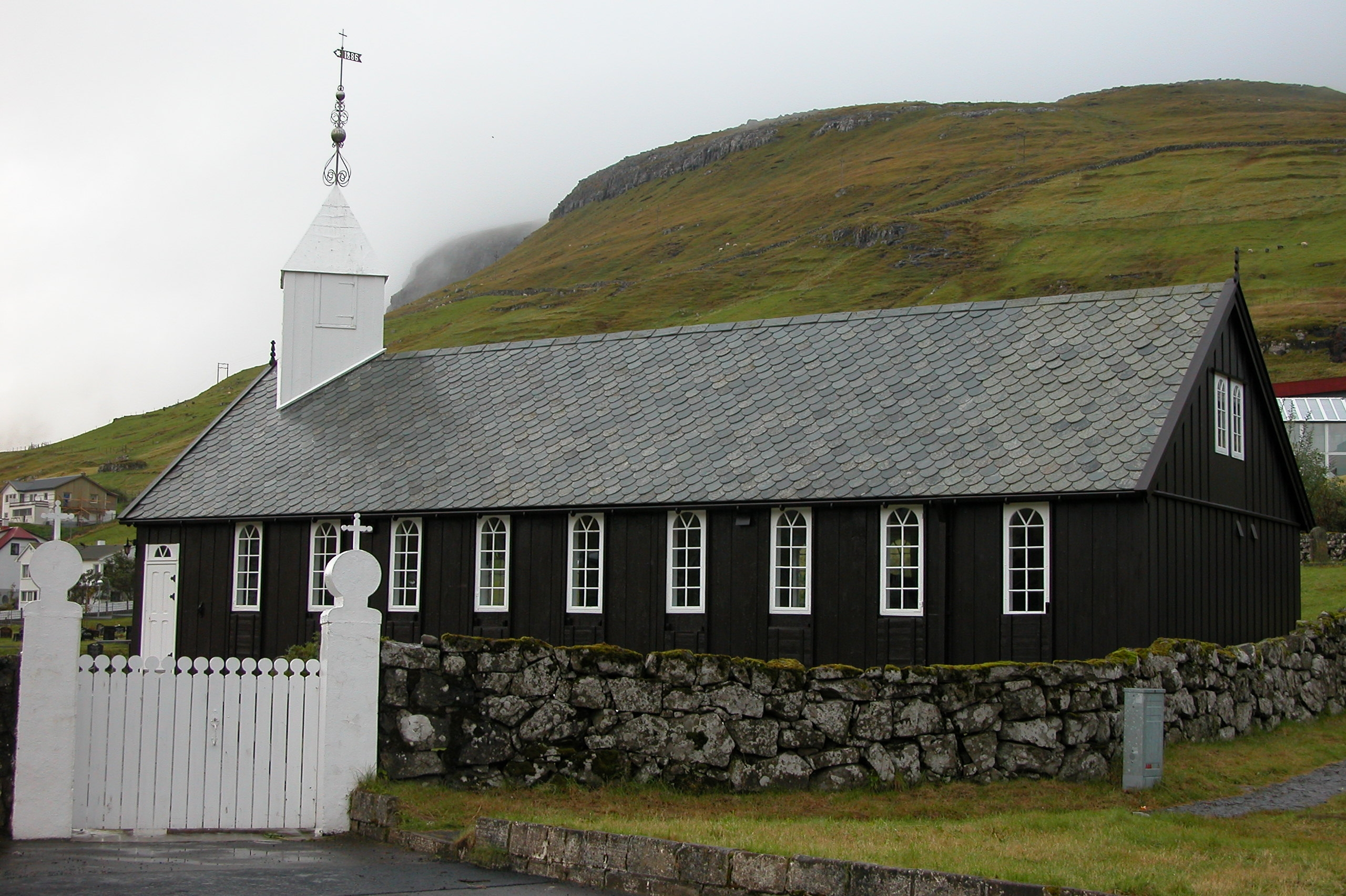
Iglesia de Sørvágur.

El pueblo de Sørvágur se localiza en el occidente de la isla de Vagar, en la cabeza del fiordo de Sørvágsfjørður. Se asienta en un pequeño valle por donde fluyen los ríos Stórá y Kirkjuá. Cerca del pueblo hay otro pequeño río llamado Hanusará. Al estar protegido por las montañas que rodean al fiordo, el lugar es un buen puerto natural.
Los lagos Fjallavatn (al norte) y Leitisvatn (al sur) son compartidos con el vecino municipio de Vágar.

## Demografía
El municipio de Sørvágur tiene en 2011 una población estimada de 1126 personas. La capital municipal concentra el 90 % de la población, con 1015 habitantes. Hay otras tres localidades muy pequeñas: Bøur y Gásadalur, con 74 y 21 habitantes, respectivamente, y  Mykines, en la isla del mismo nombre, con 16.
| Localidad | Hab. |
| --------- | ---- |
| Bøur      | 74   |
| Gásadalur | 21   |
| Mykines   | 16   |
| Sørvágur  | 1015 |
| TOTAL     | 1126 |

## Infraestructura

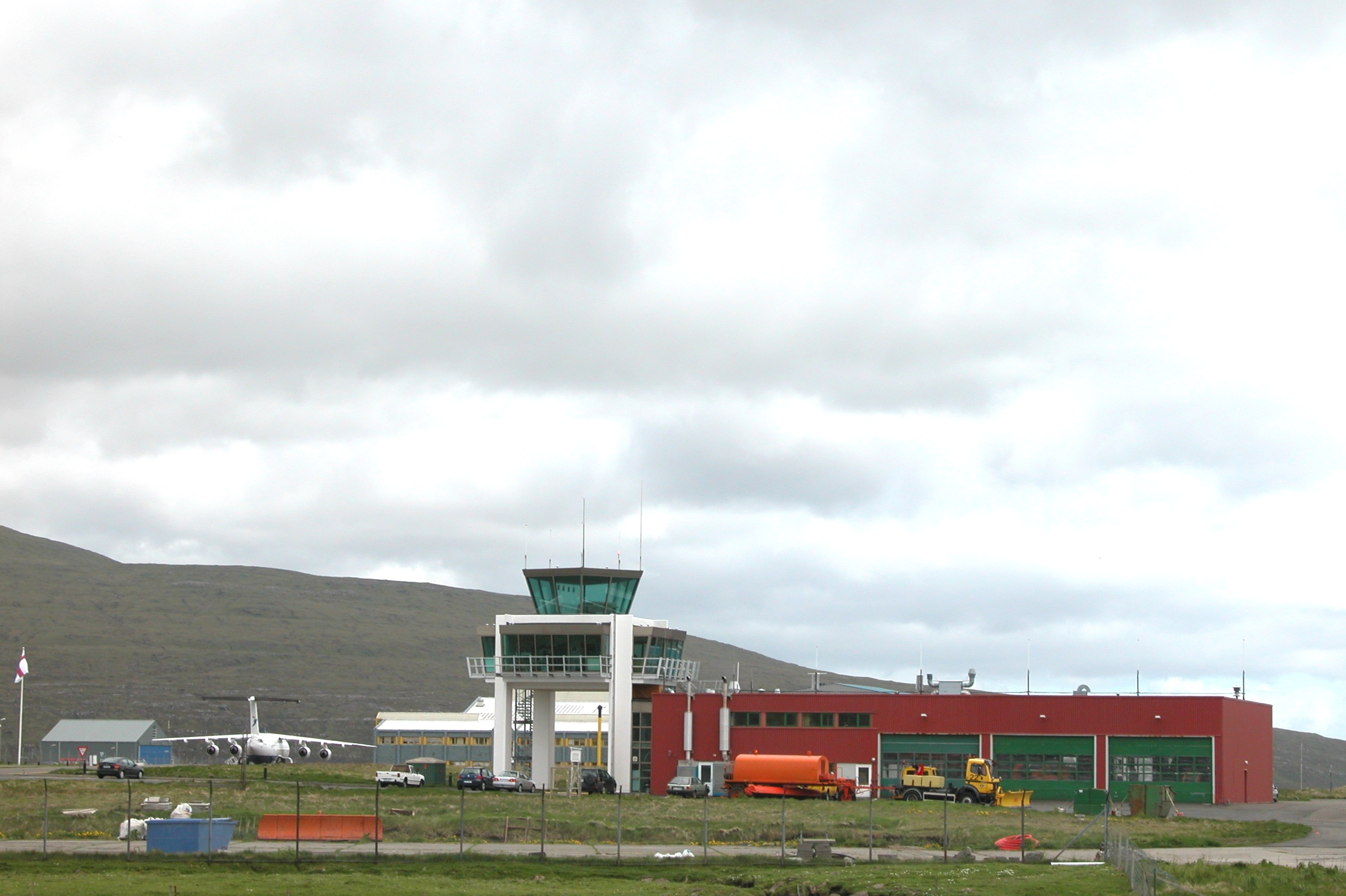
Aeropuerto de Vágar.

Dentro del término municipal de Sørvágur, a tan sólo 1,9 km de distancia del pueblo, se encuentra el aeropuerto de Vágar, el único aeropuerto de las Islas Feroe.
Sørvágur cuenta además con una carretera que corre a lo largo de la rivera norte del fiordo. Esta carretera llega a Bøur y termina en Gásadalur. Por el oriente del pueblo parte otra carretera, llamada Sørvágsvegur, que llega al aeropuerto y a los pueblos del municipio vecino, y eventualmente hasta Tórshavn.
Del puerto de Sørvágur parte periódicamente un transbordador hacia la isla de Mykines.

## Política
Las últimas elecciones municipales se celebraron el 11 de noviembre de 2008 y el nuevo gobierno entró en funciones el 1 de enero de 2009. El alcalde de Sørvágur es Sune Jacobsen, que pertenece al Partido Unionista.